# 野獣の復活
『野獣の復活』（やじゅうのふっかつ）は、1969年に山本迪夫監督、三橋達也主演で公開された日本の犯罪アクション映画。 
『愛のきずな』の小川英と武末勝が脚本を手掛けたアクション映画。岡本喜八の弟子である山本道夫が昇格後、初監督作品となった。撮影は『奇々怪々 俺は誰だ?!』の内海正治。

## ストーリー
伊吹一郎はヤクザの世界を離れ、刑務所時代からの友人である曽根と共に地方の港町で貿易会社を経営していた。一郎はクラブのママである美樹と婚約していた。ある日、かつて所属していた塚本から、弟の二郎が恋人の恵美を連れてやって来た。裏切り者を殺すよう命じられた次郎は嫌悪感を覚えて逃げ出した。最初は彼らを逃がしていたが、二人のために単身ファーイースト企業会長の塚本と交渉し、次郎に代わって彼らの標的である菊井を殺害した。しかし、次郎は塚本の手下たちに射殺され、エミを守ろうとした曽根もエミとともにショットガンで射殺された。一郎が家に帰ると、三人がひどい状態になっているのを見て愕然とした。そして、二郎の腕に時計をはめ、恵美の遺体を海に投げ捨て、三木と一夜を過ごした。そして一郎は塚本とその部下たちが待ち構えるファーイーストビルに入り、部下たちを倒し、静かに塚本の前に姿を現した。一郎の銃声が鳴り響くと、一郎の車は闇の中へと消えていった。

## スタッフ
- 監督 : 山本迪夫
- 脚本 : 小川英, 武末勝
- 製作 : 田中文雄, 寺本忠弘
- 撮影 : 内海正治
- 美術 : 本多好文
- 音楽 : 小杉太一郎
- 録音 : 渡会伸
- 照明 : 森弘充
- 編集 : 黒岩義民
- スチール : 岩井隆志

## キャスト
- 伊吹一郎 : 三橋達也
- 美樹 : 三田佳子
- 伊吹次郎 : 黒沢年雄
- エミ : 喜多川美佳
- 曽根敏 : 睦五郎
- 大石部長刑事 : 浜田寅彦
- 塚本恭吾 : 大滝秀治
- 松井 : 森山周一郎
- 椎名 : 草川直也
- 巽 : 佐原健二
- 立石 : 田中浩
- 田島 : 木村博人
- 沢木 : 荒木保夫
- 佐藤 : 高品格
- 吉野 : 今井健二
- 菊井 : 太刀川寛
- 斉田 : 遠藤辰雄
- 堤 : 松下達夫
- 銃砲器店主人 : 石田茂樹
- 島村正 : 大前亘
- 島村紀子 : 鈴木えみ子
- ホステス : 豊浦美子
- バーテンダー : 勝部義夫
- 塚本組子分 : 岩本弘司, 中西英介, 権藤幸彦

## 同時上映
『娘ざかり』
- 監督：松森健 / 主演：内藤洋子